# Tahicardie
Tahicardia este denumirea medicală dată accelerării frecvenței bătăilor inimii peste 90 de pulsații pe minut. Etimologic, se compune din tahi, care înseamnă rapid, iar cardie, care înseamnă inimă.
Inima unui adult sănătos bate de 60-90 de ori pe minut, atunci când persoana respectivă se află în stare de repaus. În cazul persoanelor care suferă de tahicardie, rata bătăilor inimii depășește cu mult această medie. Frecvența cardiacă mai mică de 60 de bătăi pe minut este numită bradicardie.
La adult vorbim de tahicardie sinusală, când ritmul regulat al inimii capătă o frecvență între 100 și 160 de bătăi pe minut. Apariția ei este fiziologică dacă survine după un efort fizic, digestiv sau după emoții. Tahicardia paroxistică este un ritm cardiac rapid, de peste 180 de bătăi pe minut.

## Clasificare
Tahicardia poate fi de două tipuri: ventriculară (când implică numai ventriculele) sau supraventriculară (atât atriile cât și ventriculele sunt implicate), (inima are 4 camere: două atrii și doi ventriculi).
- Tahicardia ventriculară, manifestată prin ritm accelerat în ventricule, poate pune viața în pericol. Cea mai gravă tulburare de ritm cardiac este fibrilația ventriculară, când camerele inferioare tremură în loc să pompeze sânge. Dacă pacientul nu primește îngrijiri medicale de urgență, există riscul de stop cardiac sau moarte subită.[5]
- Tahicardia supraventriculară (denumită și "tahicardia supraventriculară paroxistică" sau "tahicardia atrială paroxistică") constă într-un ritm accelerat al bătăilor inimii ce provine de la atrii. Cea mai frecventă formă de tahicardie supraventriculară este fibrilația atrială. În tahicardia supraventriculară, bătăile inimii accelerate sunt declanșate de tulburări ale inițierii sau transmiterii impulsurilor electrice ce determină contracțiile inimii. În mod uzual, frecvența cardiacă în timpul episoadelor de tahicardie supraventriculară se situează între 150 și 200 de bătăi pe minut, ocazional chiar peste 300 pe minut.[6]

## Simptome
Tahicardia poate prezenta următoarele simptome: 
- palpitații,
- bătăi accelerate ale inimii,
- stări de amețeală,
- slăbiciune,
- leșin.

## Cauze
- supradozarea unor medicamente, precum digoxinul (Lanoxin sau Lanoxicaps) sau bronhodilatatoarele ca teofilina (Brankodyl, Elixophilin, Sio-Bid, Sio-Philin sau Teotard)
- alte boli sau afecțiuni, precum boala pulmonară cronică obstructivă, insuficiența cardiacă, pneumonia sau tulburările metabolice.